# Port Victoria P.V.9
Port Victoria P.V.9 là một mẫu thử thủy phi cơ tiêm kích hai tầng cánh của Anh trong Chiến tranh thế giới I.

## Tính năng kỹ chiến thuật
Dữ liệu lấy từ British Aeroplanes 1914–18
Đặc tính tổng quát
- Kíp lái: 1
- Chiều dài: 25 ft 2 in (7,67 m)
- Sải cánh trên: 30 ft 11 in (9,42 m)
- Sải cánh dưới: 20 ft 1 in (6,12 m)
- Chiều cao: 9 ft 0 in (2,74 m)
- Diện tích cánh: 227 foot vuông (21,1 m2)
- Kết cấu dạng cánh: RAF 15
- Trọng lượng rỗng: 1.404 lb (637 kg)
- Trọng lượng có tải: 1.965 lb (891 kg)
- Sức chứa nhiên liệu: 34,5 Imp Gallon
- Động cơ: 1 × Bentley BR1 , 150 hp (110 kW)

Hiệu suất bay
- Vận tốc cực đại: 110,5 mph (178 km/h; 96 kn) trên độ cao 2.000 ft (610 m)
- Thời gian bay: 2,5 h
- Trần bay: 11.500 ft (3.505 m)
- Thời gian lên độ cao: 3 phút 10 giây lên độ cao 2.000 ft (610 m), 27 phút 20 giây lên độ cao 10.000 ft (3.050 m)

Vũ khí trang bị

- Súng: 1× Súng máy Vickers và 1× Súng máy Lewis .303 in